# Boovanahalli, Krishnarajpet
Boovanahalli là một làng thuộc tehsil Krishnarajpet, huyện Mandya, bang Karnataka, Ấn Độ.